# Seleção Uzbeque de Futebol Feminino
A Seleção Usbeque de Futebol Feminino representa o Usbequistão nas competições de futebol feminino da FIFA.